# Due fratelli (miniserie televisiva)
Due fratelli è una miniserie televisiva italiana del 1988, composta da 3 episodi e diretta da Alberto Lattuada.

## Trama
Marco Barberi, sostituto procuratore di Messina, viene ferito gravemente in un agguato mafioso. Rimessosi, decide insieme alla moglie e al figlio di trasferirsi lontano dalla Sicilia, andando ad esercitare la sua professione nella città di Verona. Scoprirà ben presto che la tranquillità della città è messa a repentaglio da una serie di sversamenti di scorie tossiche nel sottosuolo.